# Shawn Jones
Shawn Arthur Jones (Miami, 25 marzo 1992) è un cestista statunitense con cittadinanza kosovara.

## Carriera

### Club
Il 18 agosto 2021 viene ufficializzato il suo passaggio tra le file del Spalato.

## Palmarès

### Club
- Coppa di Polonia: 1

Włocławek: 2020
- Coppa di Slovenia: 1

Cedevita Olimpija: 2024
- Coppa di Lega israeliana: 1

Hapoel Gerusalemme: 2016

### Individuale
- NBDL All-Rookie Second Team (2015)